# Pokémon 3: Spell of the Unown
Pokémon 3: The Movie: Spell of the Unown, geralmente referido como Pokémon 3: The Movie, originalmente lançado no Japão como Pocket Monsters the Movie: Lord of the "UNKNOWN" Tower, ENTEI (劇場版ポケットモンスター 結晶塔の帝王 ENTEI, Gekijōban Poketto Monsutā Kesshōtō no Teiō ENTEI), é um filme de animação de 2000, dirigido por Kunihiko Yuyama. É o terceiro filme da franquia Pokémon, sendo lançado nos cinemas japoneses em 8 de julho de 2000. A adaptação em inglês foi lançada em 6 de abril de 2001, tendo sido produzida e distribuída pela 4Kids Entertainment e Warner Bros., respectivamente.

## História

### Pikachu and Pichu
Ash, Misty e Brock querem preparar uma surpresa para os seus Pokémon e os deixam se divertindo no alto de um grande apartamento em segurança. No outro lado, há uma dupla de Pichu se divertindo no prédio vizinho e quando Pikachu tenta alertar um deles para tomar cuidado, ele próprio acaba ficando em apuros, ao ser atacado por três Murkrows, saltar sobre alguns Hoppips e se esbarrar no Meowth da Equipe Rocket, que desta vez tentava ganhar alguns trocados lavando janelas. Agora, Pikachu precisa da ajuda dos irmãos Pichu para conseguir retornar ao prédio onde os demais Pokémon de Ash, Misty e Brock estão antes que seu Treinador retorne. Em seu caminho, eles vão enfrentar os perigos da cidade ao perturbarem um raivoso e temperamental Houndour e quase serem atingidos pelas terríveis balsas locais, mas Pikachu ainda vai conhecer o adorável e enorme grupo de Pokémon da cidade grande em meio a tantas confusões.

### Spell of the Unown
O filme começa com um homem falando com sua filha de 5 anos, Molly. Ele está lendo um livro, e contando a sua filha o que ele faz em seu trabalho, explicando que ele tem a tarefa de descobrir Unowns. Ele então mostra a ela no livro uma foto com vários Unowns. Molly olhando para o livro vê um Entei, e diz que ele é o seu Pokémon favorito, dizendo também que ele a lembra do seu pai. Então o pai da Molly finge ser Entei e deixa ela subir em suas costas. Depois disso o telefone toca, o pai de Molly atende e descobre que ele terá que voltar a trabalhar. Molly, frustrada, vai dormir, seu pai a ajeita na cama e deixa a mansão que eles vivem.
O pai de Molly agora está numa pequena caverna no deserto, com vários hieróglifos de Unowns, e com o seu laptop ele começa a tirar fotos de cada Unown que descreve uma letra. Ele então vê uma peça no chão coberto de um Unown, ele o pega e repentinamente, um Unown aparece ao lado dele, e então ele desaparece sem nenhum vestígio. Ele então encontra uma caixa cheia de peças, ele então a abre e pega alguns deles. Os Unows então começam a ter vida, e eles o levam para algo como outra dimensão. Seu assistente repara que o pai de Molly desapareceu logo ao lado de seu laptop caído no chão, e apenas uma caixa com as peças Unowns restou.
Molly corre descendo as escadas na esperança de encontrar seu pai, mas ela se frustra ao ver apenas o assistente de seu pai. Ela então escuta o que aconteceu, e começa a chorar. Então ela sobe as escadas, pegando o laptop de seu pai ao seu quarto junto com as peças Unowns. No seu quarto com os blocos, ela começa a olhar as figuras dos Unowns, ela então abre a caixa e começa a ajeitar as peças, que logo formam "MAMA, PAPA, ME" (só lembrando que no Japão o nome do Molly é Mii, e que ME é "eu" em inglês). Uma lagrima então cai nas peças enquanto ela deseja seu pai de volta. Subitamente as peças começam a levantar, e um cristal começa a crescer aonde Molly estava sentada. Um dos empregados escuta algo e tenta abrir a porta, mas ela está sendo bloqueada pelos cristais. Eles então fogem da casa exceto por Molly que está trancada. Então do cristal começa a se formar uma figura, que acaba sendo do Entei. Ela fica um pouco confusa no começo, mas quando ela escuta sua fala, ela pergunta quem é ele. Entei então diz que ele é apenas quem ela desejou, seu pai. Ela então percebe que seu pai voltou, mas com a forma de Entei. Enquanto isso toda a mansão começa a se tornar cristal.
Enquanto isso, Ash e seus amigos estão indo para o próximo ginásio, e no caminho eles acabam esbarrando numa treinadora, que tem um Aipom. Brock vai até ela e começa a elogiá-la. Ash e a garota (Rin) decidem batalhar. Ash começa com o seu Totodile, enquanto Rin escolhe um Granbull, que é lançado usando bomba d'água na árvore. Rin então manda sua Girafarig, enquanto Ash manda sua Chikorita. Chikorita usa o chicote de vinha, e a Girafarig usa um golpe psíquico fazendo a Chicorita ser derrotada. Ash manda então o seu Noctowl, e Rin o seu Aipom. Noctowl em seus mergulhos acaba derrotando Aipom. Então a luta fica entre Bulbassaur contra Butterfree. A Butterfree usa seu pó do sono que faz Bulbassaur ser derrotado. Ash então manda seu Cyndaquil, e Rin chama Mankey, que Cyndaquikil o derrota com o lança chamas depois de um soco. Para a última batalha, fica Quagsire contra Pikachu. Pikachu tenta dar um choque nele mas ele é imune a ataques elétricos. Ele então atinge Pikachu com a arma d'água, mas Pikachu se recupera e pulando de um balanço da uma cabeçada no Quagsire derrotando Quagsire e deixando Pikachu tonto, sendo Ash o vencedor.
Ash, Misty, Brock, Rin, e seus Pokémons estão todos livres comendo o almoço. Ash pergunta se existe um Centro Pokémon por perto, e Rin diz que existe um nos campos verdejantes. Misty se lembra que os campos verdejantes é o lugar número um para as garotas irem, porque lá existem muitas flores. É claro que Brock já quer ir, imaginando todas as garotas. Depois de tudo eles vão para os campos verdejantes mas ele está todo coberto de cristal. Por perto a Equipe Rocket está olhando para onde Ash está, mas eles não tem certeza se devem seguir Ash. O cristal parece estar se espalhando, indo cada vez mais longe da torre.
A mãe de Ash está vendo a região pela televisão e então ela corre para a casa do Professor Carvalho e lá pergunta se eles assistiram o noticiário. Eles também viram, e então decidem ir aos campos verdejantes. Carvalho e a mãe de Ash logo encontram Ash e os outros, Ash abraça sua mãe porque ele não a vê por muito tempo. Molly então vê a cena na televisão e deseja que ela também tivesse uma mãe. Entei então sai em disparada da torre, indo para o Centro Pokémon onde Ash e os outros estão, e ele avança sobre a mãe de Ash. Entei então a hipnotiza fazendo ela pensar que ela é a mãe de Molly. Pikachu então gruda em Entei, mas ele acaba se escapando. Entei então de volta para casa, encontra Molly que agora acha que a mãe de Ash é a sua mãe, já que ela não vê a sua mãe faz muito tempo.
Ash e os outros ficam observando Carvalho enquanto ele descobre algo sobre Entei. Ele descobre que o poder do Unown é ler a alma de uma pessoa, descobrir o que ela mais quer, e tornar isso real, então o Unown fez com que Entei aparecesse, já que o Entei nunca tinha sido visto antes. Uma outra treinadora Pokémon está vendo o noticiário, a treinadora que treina Charizard. O Charizard de Ash vê a notícia pela janela, e decide ajudar Ash a trazer sua mãe de volta. Ele começa a voar sobre os campos verdejantes.
Uma escavadeira tenta furar o cristal que está cercando a região onde Molly está, mas ela fica braba porque alguém está tentando tirar ela de lá. Os Unowns então começam a fazer mais cristais, destruindo assim a escavadeira, fazendo que a pessoa que estava dentro quase fosse morta.
Ash e companhia recebem um e-mail, que é logo aberto. É da Molly, dizendo para eles ficarem longe, e que não devem interferir com a sua família. Claro que Ash decide salvar sua mãe, com Pikachu. Quando eles chegam no castelo, Brock e Misty aparecem dizendo que iriam também. Então um Aipom aparece para eles, e Ash pega dele uma peça da PokéAgenda (PokéGear), que é um comunicador. Rin então aparece, e deseja a Ash uma salvamento bem sucedido.
Ash, Misty, e Brock estão andando num túnel feito de cristal, andando através da água, a única parte que não é cristal no túnel. Jessie e James estão olhando eles passando o túnel com o balão deles, e decidem roubar seus Pokémons no caminho. Entei então avista o balão, e pula do topo do túnel, usando seu ataque para criar uma enorme esfera que destrói o balão. O balão bate num cristal, e Jessie e James descobrem que eles então presos num grande pedaço de cristal, que fez a torre, e a queda é mais de 30 metros.
Quando Ash e companhia chegam ao final do túnel eles chamam Bulbasaur e Chikorita, que os ajuda no caminho acima deles. Os repórteres estão em todo lado, e um deles encontra Ash e começa a entrevistá-lo. Molly vê o que está acontecendo pela televisão, assim como a mãe de Ash, que num estalo sai do transe e se percebe que Ash é a sua verdadeira criança. Ash e os outros chegam ao pátio do prédio, e vêem a entrada para a casa. Por azar, a entrada está coberta de cristal. Ash chama o seu Cyndaquil, e diz para ele atirar na porta, mas o cristal cresce novamente. Ele diz para ele tentar novamente, e antes Misty tira seus Pokémons de água. E com os Pokémons eles conseguem manter uma passagem aberta. O pessoal começa a passar deixando por último Ash e o Pokémon de água que estava mantendo a passagem aberta. Então Ash agarra o Pokémon e pula na abertura.
Eles correm até o primeiro lance de escadas, e entram numa área muito estranha. Molly está vendo seu Entei. Ele pergunta a ela se ela quer se livrar deles, mas ela diz que quer ter uma batalha Pokémon. Por azar ela não tem nenhum Pokémon. Entei diz para ela não se preocupar, e deixa ela na sala, e voa para longe. Uma Molly adulta parece, mais ou menos da idade de Brock (de 16 a 18 anos), pelas costas dele. Eles então vão até um campo florido, na mesma hora que Ash e os outros. Brock pergunta se ela é Molly, e ela responde que sim. Ash e Misty olham impressionados, mas Brock lembra que qualquer coisa pode acontecer. Brock decide ir numa batalha com ela, enquanto os dois avançam no caminho. Brock chama Zubat, e Molly com uma pokebola de cristal a joga, e nela sai um Flaaffy. Zubat acaba perdendo a luta com um choque de Flaaffy. Brock então chama Vulpix, então Molly chama o Teddiursa de outra Pokébola de cristal. E Teddiursa logo derrota Vulpix. De fundo, a Equipe Rocket tentam ir até a batalha. Brock chama então Onix, então Molly chama o Phanpy. Enquanto isso Ash está subindo as escadas, e a mãe de Ash encontra o livro que o pai de Molly lia para ela. Ela pergunta para Molly se ela costumava ler o livro, e ela diz que costumava mas que a mãe do Ash poderia ficar com ele, já que agora ela está feliz com uma mãe e um pai.
Ash então chega ao topo da escadaria, que é um campo florido, com uma praia ao lado. A Molly adulta aparece, em cima do Entei. Ela diz que quer um desafio melhor, enquanto isso, Misty a desafia para uma batalha. Ela então explica para ela que é uma líder de ginásio, e Molly fica surpresa, porque ela achava que tinha que ser mais velho para ser um líder de ginásio. Misty então diz que o que conta é a habilidade, não a idade, então a Molly criança aparece. Misty diz que todos os seus Pokémons que ela vai usar vão ser de água, então Molly diz que irá fazer o mesmo. Molly então levanta suas mãos no ar e um oceano aparecer, e afunda eles. Ash tenta correr mais e mais, mas a água continua subindo. Então a água acaba atingindo ele, e ele pensa estar tudo acabado, mas quando ele respira, ele respira ar. Ele se lembra do que Brock falou sobre que tudo poderia acontecer.
Ele começa a subir a escadas correndo novamente. Enquanto isso, Molly chama Kindra, e Misty o seu Goldeen. Para variar, Goldeen perde muito rapidamente. A Equipe Rocket também está por lá, e começam a nadar. Misty chama Staryou, e Molly um Mantine. A batalha fica bem disputada, e Molly aproveita a sua batalha, dizendo como é interessante. Enquanto isso Ash chega ao último lance de escadas, ele vai até a sua mãe, que está com Molly, dormindo em seu colo. A mãe de Ash fala que o Entei saiu a pouco, e Ash explica toda história para ela. A mãe de Ash acorda Molly, e diz a ela que Ash é o seu filho, não ela. Molly não quer que sua mãe vá embora novamente, e ela então começa a chorar. Cristais então começam a explodir em volta dela. Entei nota o que está acontecendo, e volta para Molly. Ash então fala que a mãe dele, não de Molly, então chama Totodile para lutar contra Entei.
Totodile começa a luta, mas logo perde. Depois vem Cyndaquil que depois de um confronto de poderes também acaba sendo derrotado. Ash depois diz que ele é uma lenda, não o pai de Molly, fazendo assim Molly chorar e os cristais irem para todo lado. Entei diz a ele que ele é o pai, e então Pikachu leva um raio do Entei depois de dar um ataque elétrico nele. Logo depois a Equipe Rocket aparece, gratos por estarem seguros, mas então o raio atinge, eles começam a tirar essa ideia da cabeça.
Entei ataca Pikachu novamente, mas Ash fica no caminho, e tira Pikachu de perto. Por azar, o raio atinge uma parede próxima, e a parede em que Ash e Pikachu estão começa a desmoronar. Por sorte, um Charizard salva Ash antes que os pedaços atingissem eles. Ash reconhece o comportamento do Charizard e percebe que aquele Charizard é o seu Charizard. A batalha fica agora entre Charizard e Entei, mas Charizard acaba ficando sobre o pé de Entei, e ele fica pronto para destruir Charizard.
Um pouco antes, Molly implora para que seu pai não machuque Charizard. Misty e Brock pedem que Molly vá com a mãe de Ash, dizendo que ela é muito boa em batalhas Pokémon. Então a mãe de Ash e Molly se abraçam. Molly chora de alegria, e os cristais desaparecem. Entei começa a desaparecer, dizendo se ela está feliz assim, ele também está. Eles tentam ir embora, mas os Unowns percebem o que está acontecendo e não querem que Molly vá embora, então eles começam a fazer mais cristais em volta. Entei atira neles, e eles começam a descer correndo pela escadas abaixo. Enquanto isso, os cristais começam a perder o controle, e começam a envolver o Centro Pokémon.
Ash e os outros encontram todos os Unowns bloqueando o caminho para fora, Ash tenta passar sobre eles, mas uma parede invisível faz ele cair para trás. Charizard tenta fazer a mesma coisa, e o resultado é o mesmo. Charizard então tenta atacar, mas o ataque não tem nenhum efeito. Pikachu então usa seu choque que faz um buraco, mas ele é logo absorvido. Os Unowns agora começam a ficar zangados, e fazem cristais por todo lado, quase espetando Ash e os outros.
Entei vem da parede e decide ajudar Ash e os outros. Ele destrói alguns dos cristais, e diz a eles que ele estava feliz por ser o pai de Molly, mas ele está mais feliz ajudando ela. Entei usa seu raio contra os Unowns, mas nada acontece. Ele começa então a concentrar forças e Charizard e Pikachu ajudam. Molly diz para seu pai continuar tentando, e com isso faz com que a parede seja quebrada. Entei desaparece e volta para os sonhos de Molly novamente. Alguns dos Unowns voltam a forma de peças, e todos vão para um portal. Os cristais começam a desaparecer, e o lindo campo verdejante agora é visível. Eles todos vão embora, e Molly vê uma nuvem que parece um Entei, e sorri.
Muitos policiais aparecem, assim como a Equipe Rocket descobre que eles estão presos na casa. O pai de molly também retorna das peças, e começa a voltar para casa. Com os créditos, o pai de Molly volta junto com sua mãe. Também mostra Molly abraçando os dois com sua felicidade.

## Dubladores
| Personagem     | Japonês            | Inglês             | Português Brasil      | Português Portugal |
| -------------- | ------------------ | ------------------ | --------------------- | ------------------ |
| Ash Ketchum    | Rica Matsumoto     | Veronica Taylor    | Fábio Lucindo         | Cristina Carvalhal |
| Pikachu        | Ikue Ōtani         | Ikue Ōtani         | Ikue Ōtani            | Ikue Ōtani         |
| Misty          | Mayumi Iizuka      | Rachel Lillis      | Márcia Regina         | Helena Montez      |
| Brock          | Yūji Ueda          | Eric Stuart        | Alfredo Rollo         | Vítor Emanuel      |
| Togepi         | Satomi Kōrogi      | Satomi Kōrogi      | Satomi Kōrogi         | Satomi Kōrogi      |
| Jessie         | Megumi Hayashibara | Rachel Lillis      | Isabel Cristina de Sá | Cármen Santos      |
| James          | Shinichirō Miki    | Eric Stuart        | Márcio Araújo         | Peter Michael      |
| Meowth         | Inuko Inuyama      | Maddie Blaustein   | Márcio Simões         | Rui Luís Brás      |
| Wobbuffet      | Yūji Ueda          | Kayzie Rogers      | Kayzie Rogers         | Kayzie Rogers      |
| Professor Oak  | Unshō Ishizuka     | Stuart Zagnit      | Carlos Seidl          | Rui Luís Brás      |
| Delia Ketchum  | Masami Toyoshima   | Veronica Taylor    | Vanessa Alves         | Isabel Ribas       |
| Molly Hale     | Akiko Yajima       | Amy Birnbaum       | Christiane Monteiro   | Sandra de Castro   |
| Skyler         | Hirohide Yakumaru  | Ed Paul            | Manolo Rey            | Carlos Macedo      |
| Enfermeira Joy | Ayako Shiraishi    | Megan Hollingshead | Fátima Noya           | Helena Montez      |
| Policial Jenny | Chinami Nishimura  | Megan Hollingshead | Raquel Marinho        | Sandra de Castro   |
| Entei          | Naoto Takenaka     | Dan Green          | Maurício Berger       | Paulo B.           |
| Spencer Hale   | Naoto Takenaka     | Dan Green          | Maurício Berger       | Paulo B.           |
| Narrador       | Unshō Ishizuka     | Rodger Parsons     | Luiz Feier Motta      | José Jorge Duarte  |

## Trilha Sonora
A trilha sonora foi produzida nos estúdios Dellart Cine, com a participação do elenco de cantores do CD Totalmente Pokémon.
Pokémon Johto (Versão Filme)
- Vocal: Nil Bernardes e Soraya Orenga
- Backing Vocal: Soraya Orenga, Nísia Back e Nil Bernardes.
- Letra: Cláudio Rabello
- Direção: Nil Bernardes

O que está por vir
- Vocal: Laís Yasmin
- Backing Vocal: Soraya Orenga e Nísia Back
- Letra e direção: Nil Bernardes

## Lançamento

### Lançamento nos Cinemas
Pokémon 3: O Feitiço dos Unown foi lançado pela 1ª vez nos cinemas japoneses no dia 8 de Julho de 2000 no Japão pela distribuição da Toho. No ano seguinte, o filme foi lançado no dia 6 de Abril de 2001 nos Estados Unidos e no Canadá, pelo licenciamento da 4Kids Entertainment e da Kids' WB. Foi exibido no Brasil no dia 6 de Julho e em Portugal no dia 14 de dezembro no mesmo ano.

### Lançamentos Internacionais
| País           | Data de lançamento     |
| -------------- | ---------------------- |
| Japão          | 8 de julho de 2000     |
| Estados Unidos | 6 de abril de 2001     |
| Brasil         | 6 de julho de 2001     |
| Portugal       | 14 de dezembro de 2001 |